# Автомагістраль 2 (Греція)
Егнатія-Одос (грец. Εγνατία Οδός), або Автобан 2 — одна з основних автомагістралей Греції, частина європейської траси E90 довжиною 670 км і шириною 24,5 м. Нині деякі ділянки автомагістралі перебувають на стадії будівництва.
Егнатія-Одос починається в місті Ігумениця, перетинає всю північну Грецію і закінчується в номі Еврос, біля грецько-турецького кордону. Крім того вона має з'їзди до кордонів Албанії, КЮРМ, Болгарії та Туреччини, а також пов'язана з 4 портами і 6 аеропортами.

## Географія
Маршрут проходить через гірські райони Епіру та Грецька Македонію, перетинає гори Пінд і Верміо, які на стадії будівництва створили значні складності у вирішенні інженерних задач. Після завершення будівництва дорога буде включати 76 тунелів (загальною довжиною 99 км) і 1 650 мостів. Траса є закритим шосе, оснащеним сучасними електронними засобами спостереження і контролю, зокрема системою SCADA для освітлення та вентиляції тунелю.
Сучасна Егнатія-Одос пролягає прокладається приблизно за тим маршрутом, що й стародавня Егнатієва дорога, побудована в римську добу. Вона починалася у Візантії і закінчувалась у Аполлонії (територія сучасної Албанії), будувалася впродовж 20 років з 146 до н. е.

## Будівництво
У 1994 році було побудовано 25 км дороги (загальна частина з автострадою Патри-Афіни-Салоніки-Евзоні). З 1997 по 2005 рік побудовано ще 428 км автодороги. У стадії будівництва залишаються ще 170 км дороги. Відбавається проектування останніх 47 км. Завершення будівництва очікується в 2010 році. На початку 2011 року відкриються нові пропускні пункти - по два на східній та зіхдній ділянці дороги.
Будівництвом автомагістралі управляє компанія Εγνατία Οδός Α.Ε., заснована у вересні 1995 року. Єдиним акціонером виступає Грецька Республіка, а наглядовим органом — Міністерство охорони навколишнього середовища. Завдання компанії полягають в управлінні проектуванням і будівництвом, технічному обслуговуванні, обладнанні та експлуатації Егнатія-Одос.

## Галерея

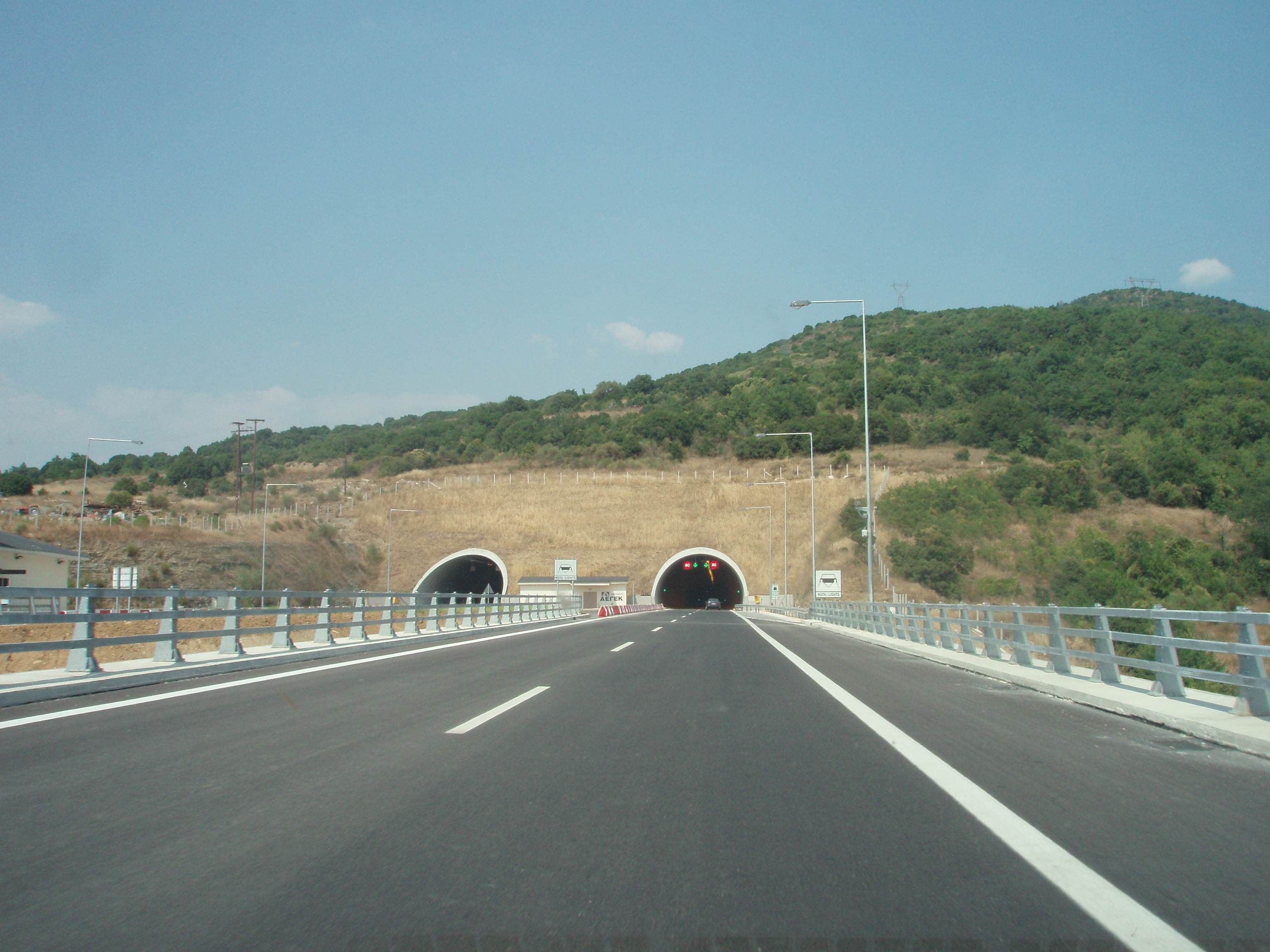
Тунель на діялнці Яніна-Дріскос
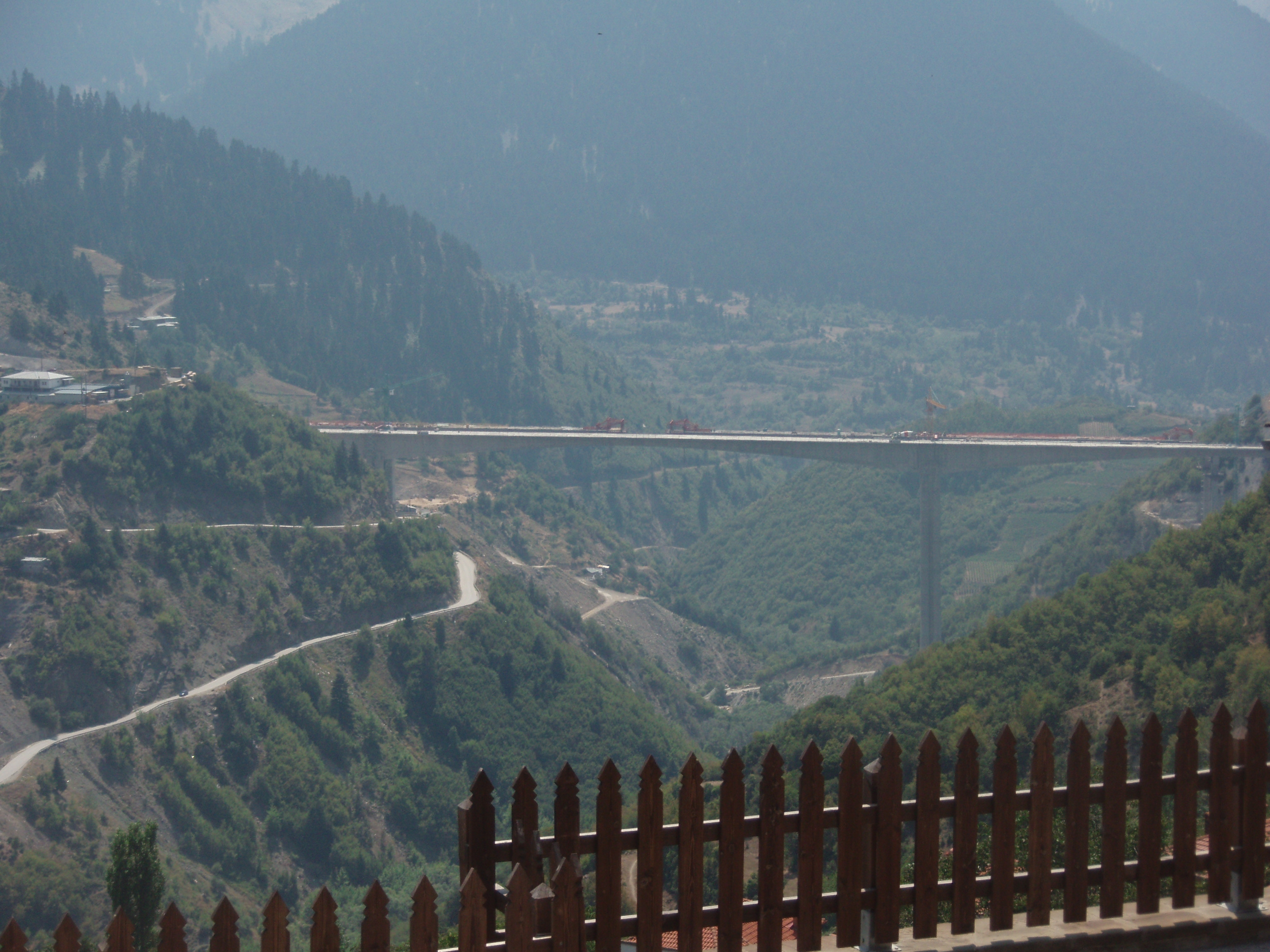
Міст в Мецово
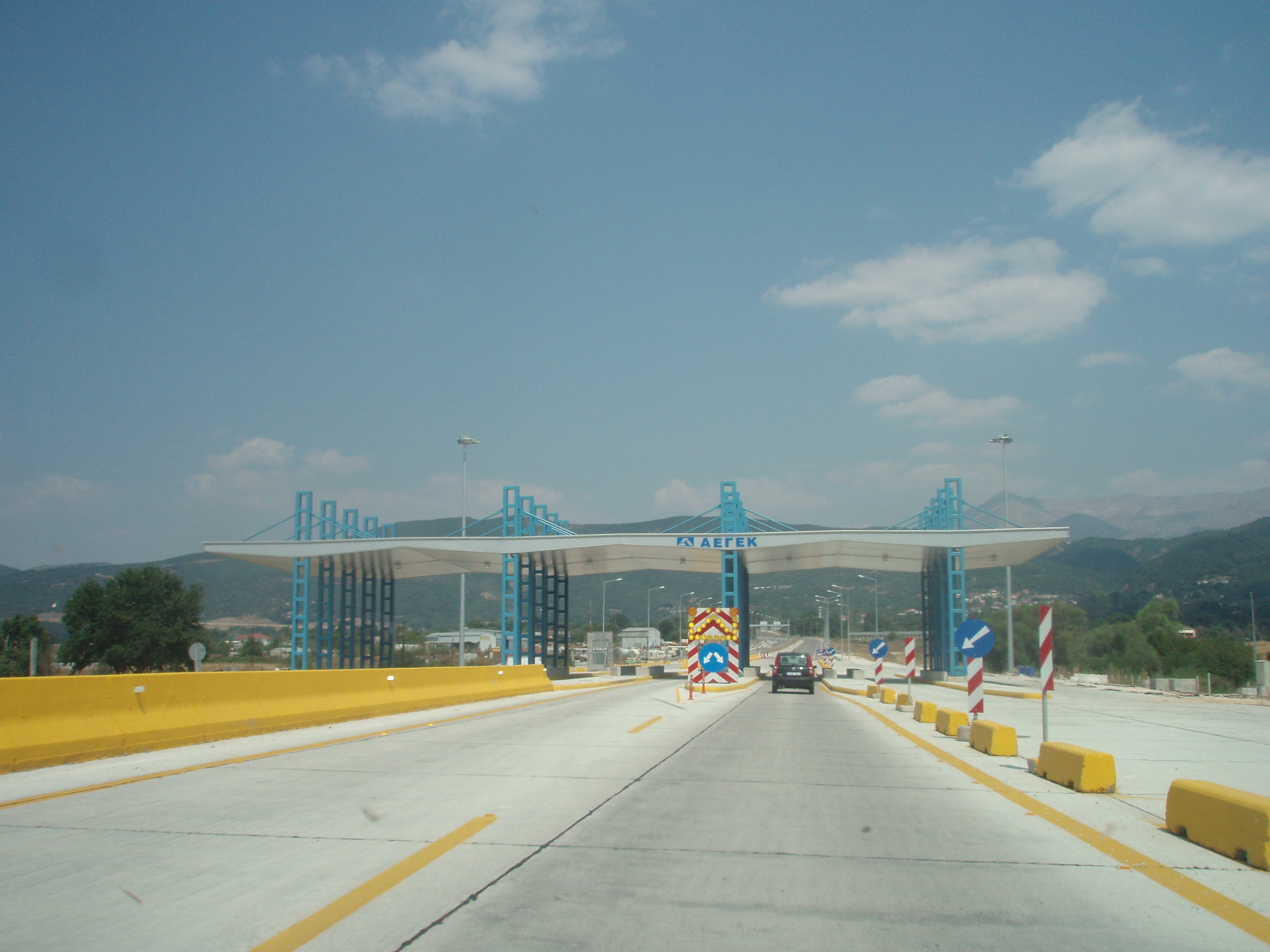
Станція оплати Яніна